# Оперативное управление (право)
Оперативное управление — ограниченное вещное право. Характерно только для гражданского права постсоветских стран.
Правовую форму закрепления имущества за государственными организациями теоретически разработал и обосновал академик А.В. Венедиктов в начале 1930-х годов. Предусматривалось, что государство, сохраняя за собой право собственности, передает имущество государственной организации в оперативное управление. Это право дает организации возможность владеть, пользоваться и в известной мере распоряжаться этим имуществом от своего имени. Право оперативного управления впервые получило законодательное закрепление в Основах гражданского законодательства СССР 1961 г.
Гражданский кодекс РФ предусматривает, что имущество на праве оперативного управления может передаваться казённому предприятию и учреждению. Казённое предприятие и учреждение, за которыми имущество закреплено на праве оперативного управления, владеют, пользуются и распоряжаются этим имуществом в пределах, установленных законом, в соответствии с целями своей деятельности, заданиями собственника этого имущества и назначением этого имущества.
Собственник имущества вправе: изъять излишнее, неиспользуемое или используемое не по назначению имущество, закреплённое им за казённым предприятием или учреждением либо приобретённое казённым предприятием или учреждением за счёт средств, выделенных ему собственником на приобретение этого имущества. Имуществом, изъятым у казённого предприятия или учреждения, собственник этого имущества вправе распорядиться по своему усмотрению.